# Табель про ранги

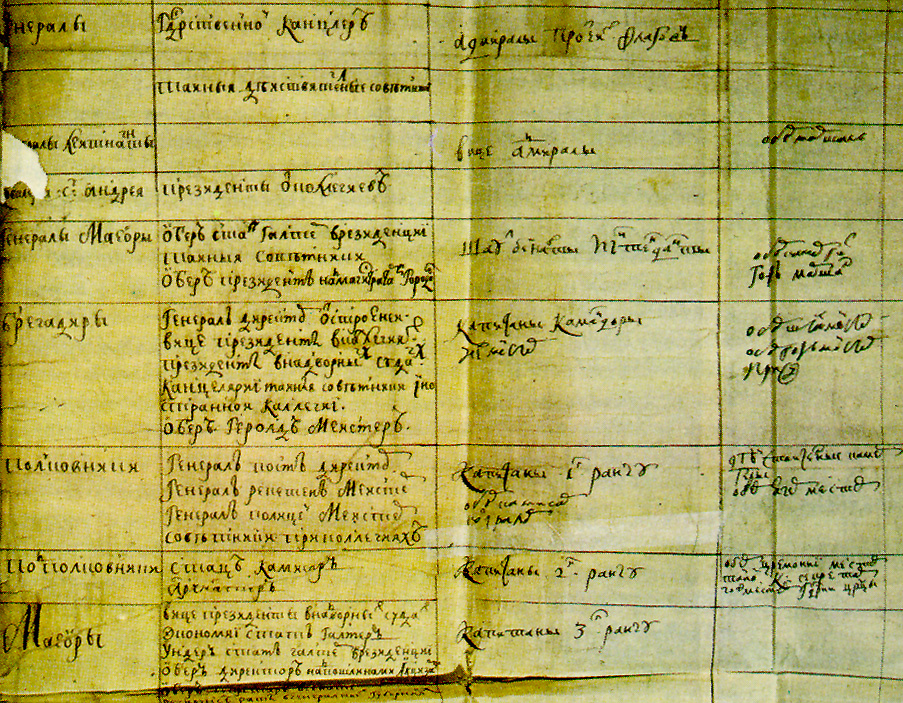
Табель про ранги

Та́бель про ра́нги (рос. Табель о рангах) — російська імперська система звань та чинів, створена Петром I (закон від 24 січня (7 лютого) 1722 року) для встановлення відповідності між різними чинами військової, статської та придворної служб, визначення їхньої ієрархії та правил надання дворянства державним службовцям.
Існувала у 1722—1917 роках.

## Історія
Усі чини імперської служби було послідовно розміщено на 14 рівнях (рангах), причому службовцям присвоювалося особисте або спадкове дворянство відповідно до рангу їхнього чину. Кожному чинові відповідала певна службова посада.

### Історія створення
Перший російський імператор Петро І особисто брав участь в редагуванні закону, в основу якого лягли запозичення з «розкладів чинів» французького, прусського, шведського і данського королівств. Власноручно виправивши чорновий проект, Петро підписав його 1 лютого 1721 року, але повелів перед публікацією внести його на розгляд Сенату. Окрім Сенату, табель про ранги розглядався у військовій і в адміралтейській колегії, де були зроблені ряд зауважень щодо структури чинів за рангами, про платні оклади, про введення в табель і стародавніх російських чинів і про усунення пункту про штрафи за заняття в церкві місця вище за свій ранг. Всі ці зауваження були залишені без розгляду. У остаточній редакції табеля про ранги брали участь сенатори Головкин і Брюс і генерал-майори Матюшкин і Дмитрієв-Мамонів.

### Опис
Всі чини «Табеля про ранги» поділялися на три типи: військові, статські (цивільні) і придворні і поділялися на чотирнадцять класів. До кожного класу приписувався чин, проте само поняття «чин» не роз'яснювалося, через що одні історики його розглядали буквально і лише в системі надання чину, інші ж — як ту або іншу посаду.
Петрівський «Табель про ранги» налічував 262 посади, проте поступово посади з «Табелю» виключалися і наприкінці XVIII століття зникли зовсім. Назви ж низки цивільних посад перетворилися на цивільні чини, безвідносно до реальних обов'язків їхнього носія. Так, назви чинів «колезький секретар», «колезький асесор», «колезький радник» і «статський радник» спочатку означали посади секретаря колегії, члена ради колегії з дорадчим і вирішальним голосом і президента «статської» колегії. «Надвірний радник» означало голову надвірного суду; надвірні суди були скасовані вже в 1726 році, а назва чину зберігалася аж до 1917 року.

### Табель про ранги в Україні
У XVII-XVIII ст. у Гетьманській державі сформувався відмінний від російського становий і службовий устрій. За українським кодексом законів «Права за якими судиться малоросійський народ» (1743) шляхетські права визнавалися не лише за тими, хто мав відповідні грамоти, а, по суті, за козацькою старшиною усіх звань, починаючи від сотника та нащадками генеральної старшини і полковників. З метою збереження своїх прав в умовах посилення російського впливу та втручання у внутрішні справи Гетьманщини козацька старшина кілька разів зверталася до царського уряду з проханням прирівняти її до відповідних чинів російського табелю про ранги (у 1733, 1742, 1756, 1763 і 1767).
У 1756 гетьман К. Розумовський розробив і подав на затвердження український варіант табелю про ранги із переліком усіх «малоросійських чинів» (окрім гетьмана і наказного гетьмана), поділених на 12 класів. Першому класові відповідав чин генерального обозного, другому — генеральних судді і підскарбія, третьому-генеральних писаря, хорунжого, осавула і бунчужного, четвертому — полковника тощо.
На найнижчій сходинці стояли козаки, жолдаки, пушкарі та компанійці. Проте російський уряд не погодився зрівняти гетьманські чини з табельними і не надавав усій козацькій старшині статусу дворянства. З 1760 років Катерина II нерідко присвоювала ранги з імперського Табелю (і відповідно надавала дворянські привілеї) окремим козацьким старшинам.
Після ліквідації козацького військового устрою і перетворення козацьких полків у регулярні карабінерні полки російської армії (1783) вся козацька старшина стала отримувати чини з російського табелю про ранги. У 1784 офіційно заборонено надавати «малоросійські чини». Цей процес не був врегульований чіткими правилами, а присвоєння того чи іншого рангу здебільшого залежало не від попереднього становища особи, а від її заслуг, здібностей і лояльності до російської адміністрації. У 1796 російські ранги були присвоєні також українським судовим і цивільним службовцям (наприклад, генеральний суддя був прирівняний до 4 класу, возний — до 14 класу).
Після надання так званої «Грамоти про вільність дворян» у 1785 козацька старшина, яка могла документально підтвердити своє шляхетство або посідала відповідний ранг російського Табеля, була включена до російського дворянства. Внаслідок цього протягом наступних десятиліть точилася боротьба за визнання також і колишніх «малоросійських чинів» як підстави для отримання дворянства, що, в свою чергу, стимулювало збирання історичних документів, інтерес до козацької історії.
Табель про ранги скасований декретами радянської влади у 1917.

## Таблиця
| Клас | Цивільні чини | Військові чини | Військові чини | Придворні чини |
| ---- | --- | --- | --- | --- |
| Клас | Цивільні чини | Армія | Флот | Придворні чини |
| 1    | - Канцлер - Дійсний таємний радник 1-го класу                                                                         | - Генерал-фельдмаршал | - Генерал-адмірал | Відсутні |
| 2    | - Дійсний таємний радник - Віце-канцлер                                                                               | - Генерал-аншеф (1763–1796) - Генерал від інфантерії (до 1763, з 1796) - Генерал-фельдцейхмейстер в артилерії (до 1763) - Генерал від кавалерії (до 1763, з 1796) - Генерал від артилерії (з 1796) - Інженер-генерал (з 1802)                                                        | - Адмірал | - Обер-камергер - Обер-гофмаршал - Обер-шталмейстер - Обер-єгермейстер - Обер-гофмейстер - Обер-шенк - Обер-церемоніймейстер (з 1844) - Обер-форшнейдер (з 1856) |
| 3    | - Таємний радник (з 1724)                                                                                             | - Генерал-лейтенант - Генерал-поручник (1741—1796) - Генерал-кригскомісар з постачання (до 1884) | - Віце-адмірал | - Гофмаршал - Гофмейстер - Обер-церемоніймейстер (з 1800) - Обер-форшнейдер - Шталмейстер - Єгермейстер                                                          |
| 4    | - Таємний радник (до 1724) - Дійсний статський радник (з 1724)                                                        | - Генерал-майор - Генерал від фортифікації (1741—1796) - Підполковник гвардії (1748—1798) - Обер-штер-кригскомісар з постачання (до 1884) | - Контр-адмірал - Шаутбенахт (1722—1740)                                                                                       | - Камергер (з 1737 до 1809) |
| 5    | - Статський радник (з 1724)                                                                                           | - Бригадир (1722—1796) - Прем'єр-майор гвардії (1748—1798) - Штер-кригскомісар з постачання (до 1884) | - Капітан-командор (1707—1732, 1751—1764, 1798—1827)                                                                           | - Церемоніймейстер (з 1884) |
| 6    | - Колезький радник - Військовий радник                                                                                | - Полковник - Секунд-майор гвардії (1748—1798) - Полковник гвардії (з 1798) - Обер-кригскомісар з постачання (до 1884) | - Капітан І рангу | - Камер-фур'єр (до 1884) - Камергер (до 1737) |
| 7    | - Надвірний радник | - Підполковник - Військовий старшина козаки (з 1884) - Капітан гвардії (піхота) - Ротмістр гвардії (кавалерія) - Кригскомісар з постачання (до 1884) | - Капітан ІІ рангу | Відсутні |
| 8    | - Колезький асесор | - Прем'єр-майор и секунд-майор (1731—1798) - Майор (1798—1884) - Військовий старшина (1796—1884) - Капітан (з 1884) - Ротмістр (з 1884) - Осавул у козаків (з 1884) - Штабс-капітан гвардії (з 1798)                                                                                 | - Капітан ІІІ рангу (1722—1764) - Капітан-лейтенант (1907—1911) - Старший лейтенант (1912—1917)                                | - Титулярний камергер |
| 9    | - Титулярний радник                                                                                                   | - Капітан (до 1884) - Штабс-капітан (піхота) (з 1884) - Поручник гвардії (з 1730) - Ротмістр кавалерія (1798—1884) - Штабс-ротмістр (з 1884) - Осавул (козаки) (1798—1884) - Підосавул (з 1884 року)                                                                                 | - Капітан-поручник (1764—1798) - Капітан-лейтенант (1798—1885) - Лейтенант (1885—1906, з 1912) - Старший лейтенант (1907—1911) | - Камер-юнкер (до 1800 року) - Гофкур'єр |
| 10   | - Колезький секретар                                                                                                  | - Капітан-поручник (до 1798) - Штабс-капітан (1797—1884) - Поручник (з 1884) - Підпоручник гвардії (з 1730) - Секунд-ротмістр (кавалерія) (до 1797) - Штабс-ротмістр (кавалерія) (1797—1884) - Сотник (кавалерія) (з 1884) - Підосавул (козаки) (до 1884) - Сотник (козаки) (з 1884) | - Лейтенант (1722—1885) - Мічман (з 1884)                                                                                      | Відсутні |
| 11   | - Корабельний секретар (до 1834)                                                                                      | - Поручник (до 1884) | - Корабельний секретар (до 1764)                                                                                               | Відсутні |
| 12   | - Губернський секретар                                                                                                | - Поручник (1730—1884) - Підпоручник (з 1884) - Корнет кавалерія (з 1884) - Сотник (козаки) (до 1884) - Хорунжий (з 1884) - Прапорщик гвардії (1730—1884) | - Унтер-лейтенант (1722—1732) - Мічман (1764—1884)                                                                             | - Гоф-юнкер (XVIII ст.) - Надвірний лікар (XVIII ст.) - Камердинер - Мундшенк - Тафельдекер - Кондитер                                                           |
| 13   | - Кабінетський реєстратор - Провінціальний секретар - Сенатський реєстратор (з 1764) - Синодський реєстратор (з 1764) | - Підпоручник (до 1884) - Прапорщик (з 1884) - Корнет (до 1884) - Хорунжий (до 1884) - Секунд-поручник (артилерія) (1722—1796) | - Мічман (1758—1764) - Гардемарин (1860—1882)                                                                                  | Відсутні |
| 14   | - Колезький реєстратор                                                                                                | - Фендрик (піхота) (1722—1730) - Прапорщик (1730—1884) - Корнет (кавалерія) (до 1884) - Штик-юнкер (артилерія) (1722—1796) - Хорунжий (козаки) (до 1884) | - Мічман (1732—1796) | - Гофмейстер пажів (XVIII ст.) - Кухенмейстер (XVIII ст.) - Мундшенк (XVIII ст.)                                                                                 |

### Звернення
| 1 — 2                                                | 1 — 2                                                | 3 — 4                                    | 3 — 4                                    | 5                                       | 6 — 8                                        | 6 — 8                                        | 6 — 8                                        | 9 — 14                           | 9 — 14                           | 9 — 14                           | 9 — 14                           | 9 — 14                           | 9 — 14                           |
| Ваше высокопревосходительство Ваша високодостойносте | Ваше высокопревосходительство Ваша високодостойносте | Ваше превосходительство Ваша достойносте | Ваше превосходительство Ваша достойносте | Ваше высокородие Ваша вельмишляхетносте | Ваше высокоблагородие Ваша високошляхетносте | Ваше высокоблагородие Ваша високошляхетносте | Ваше высокоблагородие Ваша високошляхетносте | Ваше благородие Ваша шляхетносте | Ваше благородие Ваша шляхетносте | Ваше благородие Ваша шляхетносте | Ваше благородие Ваша шляхетносте | Ваше благородие Ваша шляхетносте | Ваше благородие Ваша шляхетносте |